# Бижанов, Аширали Нуртаевич
Аширали Нуртаевич Бижанов — горный инженер-геофизик, один из основоположников морской геофизической службы Республики Казахстан. Автор и соавтор около 20-ти геофизических проектов, 30-ти научно-технических публикаций по вопросам нефтепоисковой промысловой геофизики и морским геофизическим исследованиям. Один из первооткрывателей многих структур Южного Мангышлака и морских структур казахстанского сектора Каспия. (Самыми крупными из них являются гигантское месторождение Кашаган и такие объекты, как Кайран, Актоты, Морской Каламкас.)

## Биография
Родился 1 января 1945 года в совхозе Ходжа-Тугай (Чимкентская область).

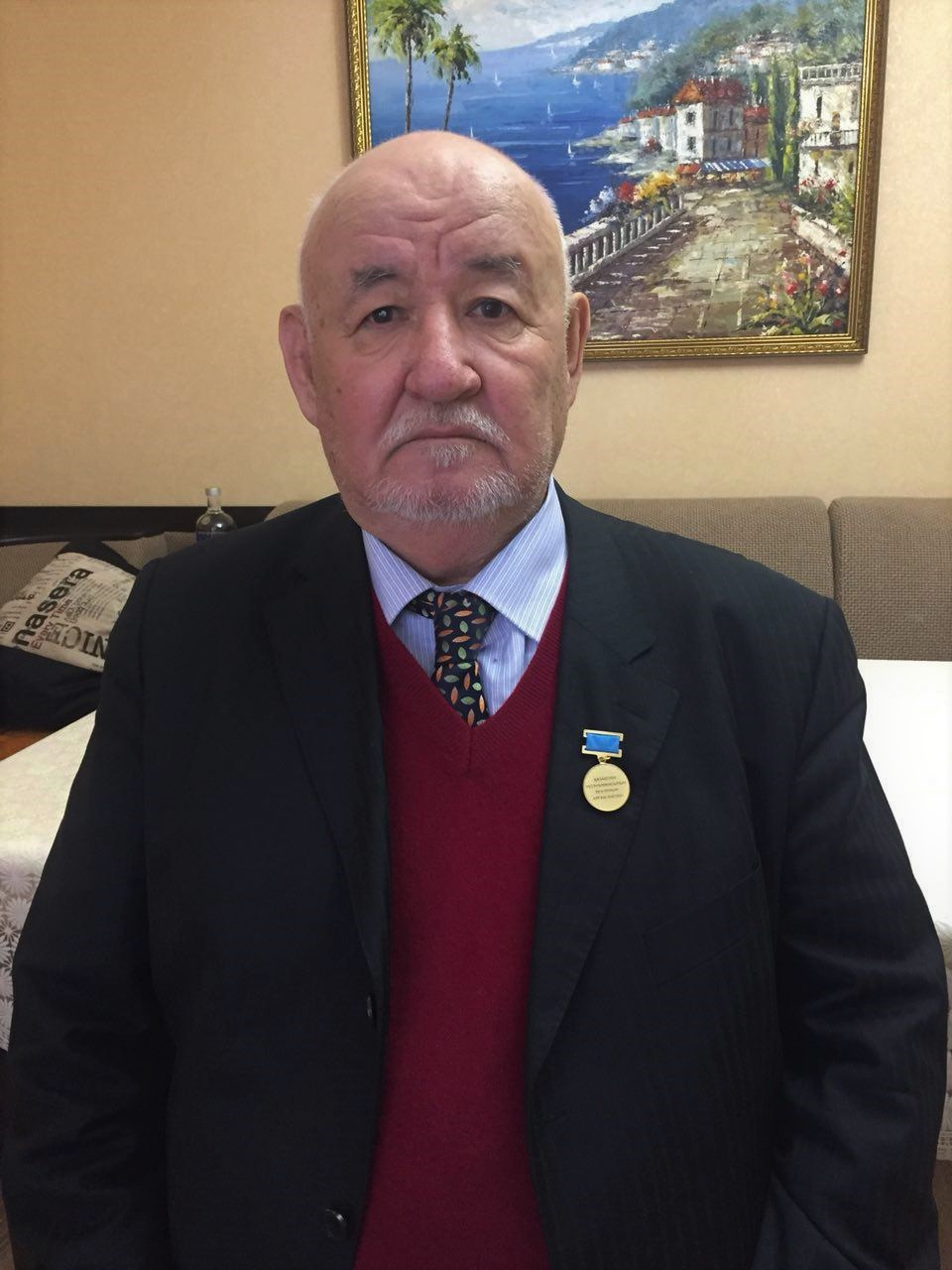

В 1968 году окончил Ташкентский политехнический институт по специальности «геофизические методы поисков и разведки полезных ископаемых», был направлен на работу в город Новый Узень. Как раз в это время осваивались такие крупные месторождения, как Узень, Жетыбай, внедрялись новые технологий. Молодых специалистов, направляли туда на работу.
В Узене он проработал почти пятнадцать лет. Сначала его приняли простым техником в промыслово-геофизическую контору № 1 треста «Мангышлакнефтьгеофизика». Карьерная лестница привела его на должность начальника управления геофизических работ.
Его супруга, Роза Галымовна, тоже вместе с ним занималась геофизическими исследованиями. Они познакомились в институте, учились на одном факультете.
До 1983 года работал над проведением геофизических исследований скважин месторождений Узень, Жетыбай, Каламкас, Каражанбас, разведочных скважин Южного Мангышлака. Под его руководством впервые в республике были внедрены многие новые эффективные технологий в этой отрасли.
1983 год — Аширали Бижанов назначен главным инженером треста «Мангышлакнефтегеофизика» Министерства нефтяной и газовой промышленности. Успешно проработал на этой должности почти десять лет.
1993 год — назначен на должность вице-президентом по геологии и геофизике ГК «Казахстанкаспийшельф» и Международного консорциума. До 1996 года руководил проведением геофизической разведки в казахстанского секторе Каспийского моря. Автор работы «Технический проект геофизического исследования казахстанского сектора Каспийского моря» и отчета консорциума «Геологические результаты геофизических исследований казахстанского сектора Каспийского моря 1993—1996 гг.». По завершении работы консорциума назначен начальником Геофизического управления ОАО «Казахстанкаспийшельф».
С 2004 по 2008 гг. работал главным менеджером по геофизике АО "РД «КазМунайГаз».
С 2008 года занимает должность заместителя генерального директора ТОО «БатысГеофизСервис».

## Награды
- Нагрудный знак «Первооткрыватель Республики Казахстан» (2018)